# Дірк Лотсі
Дірк Ніколас Лотсі (нід. Dirk Nicolaas Lotsij; 3 липня 1882, Дордрехт — 27 березня 1965, Гаага) — нідерландський футболіст.

## Життєпис
Грав у півзахисті клубу «Дордрехт». Двічі грав у фіналах Кубка Нідерландів. У 1913 році його «Дордрехт» поступився з рахунком 1:4 «Конінклейке ГФК». А в наступному 1914 році команда здобула перемогу над «Гарлемом» з рахунком 3:2.
Був у складі збірної Нідерландів, яка зіграла свій перший офіційний міжнародний матч у ї1905 році проти Бельгії (4:1). Загалом зіграв десять міжнародних матчів. Виграв бронзову медаль на літніх Олімпійських іграх 1912 року в Стокгольмі. Зіграв в усіх чотирьох матчах своєї команди на турнірі на позиції лівого півзахисника. Був капітаном національної збірної у шести матчах і забив свій єдиний гол в 1914 році в грі проти Німеччини.
У 1902 році грав у неофіційному матчі збірної Нідерландів, яка протистояла збірній Бельгії. Забив гол, що не врятував його команду від поразки з рахунком 1:2.
Після активної кар'єри Лотсі багато років був футбольним оглядачем. Серед іншого, регулярно писав клубні новини про рідний «Дордрехт». У 1930 році багато його колонок були об'єднані в книгу «Старі футбольні думки». Його брати Герт і Пауль були успішними веслувальниками.

## Титули і досягнення
- Бронзовий призер Олімпійських ігор (1):

Нідерланди: 1912
- Володар Кубка Нідерландів (1):

«Дордрехт»: 1914
- Фіналістр Кубка Нідерландів (1):

«Дордрехт»: 1913

## Статистика

### Статистика виступів за збірну
| Дата       | Місто           | Господарі        | Результат | Гості            | Турнір                 | Голи | Примітки |
| ---------- | --------------- | ---------------- | --------- | ---------------- | ---------------------- | ---- | -------- |
| 30-4-1905  | Антверпен       | Бельгія          | 1 – 4     | Нідерланди       | товариський матч       | -    |          |
| 25-4-1909  | Роттердам       | Нідерланди       | 4 – 1     | Бельгія          | товариський матч       | -    |          |
| 29-6-1912  | Стокгольм       | Швеція           | 3 – 4     | Нідерланди       | ОІ 1912 - Перший раунд | -    |          |
| 30-6-1912  | Сульна (комуна) | Нідерланди       | 3 – 1     | Австрія          | ОІ 1912 - 1/4 фіналу   | -    |          |
| 2-7-1912   | Стокгольм       | Нідерланди       | 1 – 4     | Данія            | ОІ 1912 - 1/2 фіналу   | -    |          |
| 4-7-1912   | Сульна (комуна) | Нідерланди       | 9 – 0     | Фінляндія        | ОІ 1912 - За 3 місце   | -    |          |
| 17-11-1912 | Лейпциг         | Німецька імперія | 2 – 3     | Нідерланди       | товариський матч       | -    |          |
| 5-4-1914   | Амстердам       | Нідерланди       | 4 – 4     | Німецька імперія | товариський матч       | 1    |          |
| 26-4-1914  | Амстердам       | Нідерланди       | 4 – 2     | Бельгія          | товариський матч       | -    |          |
| 17-5-1914  | Копенгаген      | Данія            | 4 – 3     | Нідерланди       | товариський матч       | -    |          |
| Усього     |                 | Матчів           | 10        |                  | Голів                  | 1    |          |